# Herman Chittison

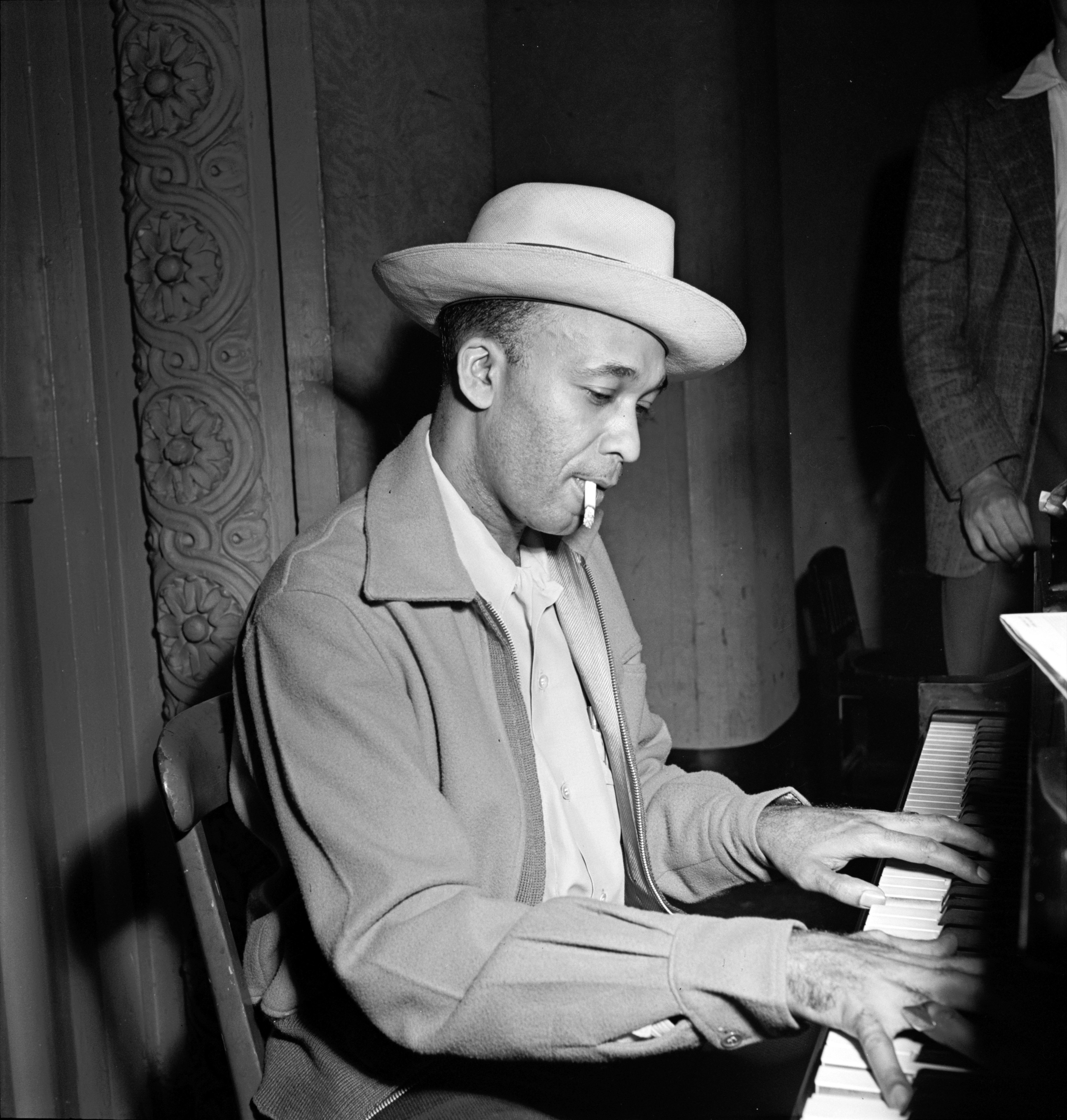
Herman Chittison, ca. Oktober 1946.
Fotografie von William P. Gottlieb.

Herman „Ivory“ Chittison (* 15. Oktober 1908 in Flemingsburg in Kentucky; † 8. März 1967 in Cleveland in Ohio) war ein US-amerikanischer Jazz-Pianist des Swing.
Chittison brachte sich das Klavierspiel selbst bei und spielte ab 1928 mit der Band von Zack Whyte in Cincinnati. Er begleitete die Blues-Sängerinnen Adelaide Hall und Ethel Waters, tourte mit dem Komiker Stepin Fetchit, spielte bei Clarence Williams und ging 1932 nach Europa. Dort spielte er 1934 mit Louis Armstrong (Aufnahmen für Pathé Brunswick) und 1935 bis 1939 im Orchester von Willie Lewis. 1938 spielte er „My Melancholy Baby“ für das Label Swing ein. Er nahm sowohl mit Willie Lewis als auch Solo, mit Eddie Brunner und Bill Coleman auf. Vor der Besetzung von Frankreich floh er nach Ägypten, wo er zwei Jahre mit einer eigenen Band spielte, in der u. a. Bill Coleman war. Er spielte sogar in Indien. Ab 1941 hatte er in den USA ein eigenes Trio (u. a. mit Carl Lynch), mit dem er auch Aufnahmen machte (mit der Sängerin Thelma Carpenter 1944/5). Chittison nahm auch 1941 mit Mildred Bailey auf. Er spielte in den 1950ern in New York und trat noch in den 1960er Jahren in Cleveland auf (u. a. mit der Sängerin Irene Williams, der Tochter von Clarence Williams), wo er an Lungenkrebs starb. Kurz zuvor hatte er noch geheiratet.

## Diskographische Hinweise
- Herman Chittison 1933–1941 (Classics) mit Anita O’Day
- Herman Chittison 1944–1945 (Classics) mit Thelma Carpenter (Musicraft MVS 506) 1944/45 Trio/solo
- The Melody Lingers On (Audiophile AP-39) 1944 Trio
- The Herman Chittison Piano Genius (Musicraft MVS 506) 1944/45 Trio/solo mit Thelma Carpenter
- P.S. with Love (IAJRC Records, 1964/67) solo
- The Elegant Piano styling of Herman Chittison (L’Elegant 1000 (88UR-006)) 1962 solo
- South of the Blues (L’Elegant 1001) 1962 solo